# Karl III. (Neapel)

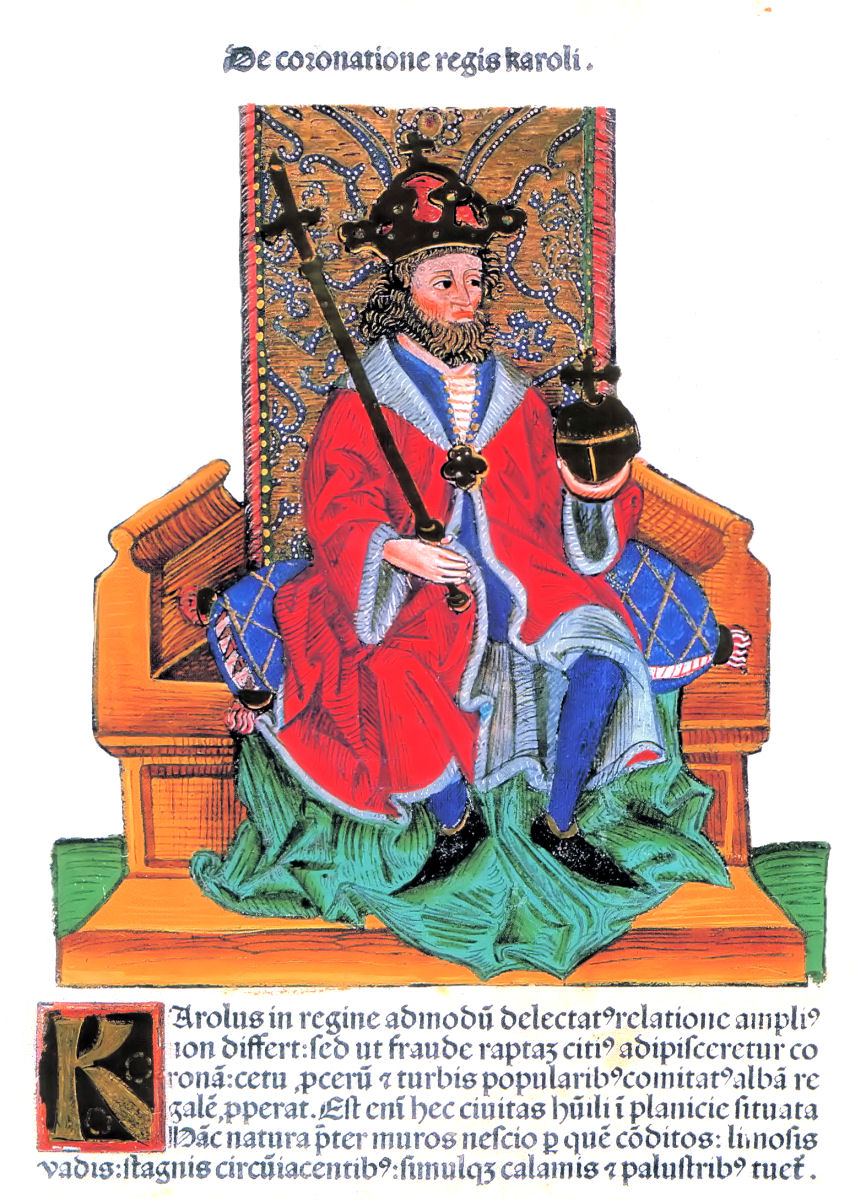
König Karl der Kleine, Darstellung um 1488

Wappen Karls ab 1385

Karl von Durazzo, genannt der Kleine (* 1345 in Neapel, Königreich Neapel; † 24. Februar 1386 in Visegrád, Königreich Ungarn) aus dem Haus Anjou war als Karl III. König von Neapel seit 1382 und als Karl II. König von Ungarn und Kroatien seit 1385. Seit 1383 war er zudem Fürst von Achaia.

## Leben
Karl, Sohn von Ludwig von Durazzo, wurde am Hof des ungarischen Königs Ludwig I. (1326–1382), ebenfalls aus dem Haus Anjou und ein Vetter zweiten Grades, erzogen, der ihn zum Regenten in Kroatien und Dalmatien machte.
Königin Johanna I. von Neapel, seine Cousine zweiten Grades, deren Kinder alle jung gestorben waren, adoptierte ihn, um die Nachfolge in Neapel sicherzustellen. Als sie aber wegen ihrer vierten Ehe (mit Herzog Otto IV. von Braunschweig-Grubenhagen ab 1376) und ihrer Rolle im Abendländischen Schisma (ab 1378) in Gegensatz zu Papst Urban VI. geriet, wurde sie 1380  wegen Parteinahme für den Gegenpapst Klemens VII. abgesetzt.
Als sie schließlich – im Bemühen, Frankreich als Verbündeten zu gewinnen – 1380 Ludwig I. von Anjou (1336–1384), den Bruder des Königs Karl V. von Frankreich adoptierte und zu ihrem Erben machte, besetzte Karl von Durazzo mit Unterstützung der Kurie Neapel.
Am 24. Juni 1381 besiegte Karl von Durazzo bei Anagni das gegnerische Heer unter Otto IV. von Braunschweig und zog am 16. Juli in Neapel ein, wo er sich als Karl III. zum König ausrufen ließ. Karl etablierte sich im Castel Nuovo und warf die Königin Johanna ins Gefängnis, um sie zu seiner rechtlichen Legitimation als Thronerbe zu zwingen. Als Ludwig von Anjou jedoch der gefangenen Königin zur Hilfe eilte und bereits mit einer 15.000 Mann starken französischen Armee über die Alpen kommend in der Lombardei stand, musste Karl schnell handeln. Er ließ Johanna am 22. Mai 1382 im Kerker erdrosseln und stellte ihre Leiche sechs Tage zu Schau, damit der Bevölkerung Neapels an ihrem Tod keine Zweifel mehr blieben. Karl von Durazzo wurde als Karl III. ihr Nachfolger und herrschte von 1382 bis 1386 als König von Neapel.
Die weiteren Bemühungen Ludwigs von Anjou zur Eroberung Neapels verzehrten alsbald sein Vermögen, ohne dass sie von Erfolg gekrönt waren. Ludwigs Heer verkam ohne Sold völlig, er selbst erlag im September 1384 einer Erkrankung in Bari und vererbte seinen Thronanspruch auf seinen Sohn Ludwig II.
Mit Hilfe rebellierender ungarischer Adliger gewann Karl im Streit gegen Königin Maria, die Tochter König Ludwigs I., am 31. Dezember 1385 darüber hinaus den ungarischen Thron, wurde aber bereits acht Wochen später, am 24. Februar 1386 im ungarischen Visegrád (dt. Plintenburg) von denselben ermordet, die ihn auf den Schild gehoben hatten, darunter der slowakische Adlige Blažej Forgáč.

## Ehe und Nachkommen
Karl heiratete im Februar 1369 seine Cousine Margarethe von Durazzo (* Juli 1347; † 6. August 1412), mit der er drei Kinder hatte:
1. Maria (* 1369; † 1371)
2. Johanna II. (* 1373; † 1435), Königin von Neapel 1414–1435
3. Ladislaus (* 1376; † 1414), König von Neapel 1386–1414